# L'Appel des ailes
Pour les articles homonymes, voir Flight.
Pour plus de détails, voir Fiche technique et Distribution.
L'Appel des ailes (Flight Command) est un film américain de Frank Borzage, sorti en 1940.

## Synopsis
Un cadet essaye de s'améliorer au cours de l'entraînement.

## Fiche technique
- Titre : L'Appel des ailes
- Titre original : Flight Command
- Réalisation : Frank Borzage, assisté de Richard Rosson (non crédité)
- Scénario : Wells Root et Lieutenant-Colonel Harvey Haislip
- Direction artistique : Cedric Gibbons
- Décors : Edwin B. Willis
- Costumes : Dolly Tree et Gile Steele
- Photographie : Harold Rosson
- Son : Douglas Shearer
- Montage : Robert J. Kern
- Musique : Franz Waxman
- Production : J. Walter Ruben
- Société de production : Metro-Goldwyn-Mayer
- Société de distribution : Loew's Incorporated
- Pays de production :  États-Unis
- Langue : anglais
- Format : Noir et blanc - 35 mm - 1,37:1 - Son Mono (Western Electric Sound System)
- Genre : drame
- Durée : 110 minutes
- Dates de sortie :
  - États-Unis : 17 décembre 1940 (Première à Washington)

## Distribution
- Robert Taylor : Alan "Pensacola" Drake
- Ruth Hussey : Lorna Gary
- Walter Pidgeon : Bill Gary
- Paul Kelly : "Dusty" Rhodes
- Shepperd Strudwick : Jerry Banning
- Red Skelton : "Mugger" Martin
- Nat Pendleton : "Spike" Knowles
- Dick Purcell : "Stitchy" Payne
- William Tannen : Freddy Townsend
- William Stelling : Bush
- Stanley Smith : Frost
- Addison Richards : Vice-Amiral
- Donald Douglas : 1er officier
- Pat Flaherty : 2e officier
- Forbes Murray : Capitaine
- Marsha Hunt : Claire

Acteurs non crédités
- Reed Hadley : Aide de l'amiral
- John Raitt : Cadet
- Gayne Whitman : Docteur